# Молочная (Вологодская область)
Молочная — жд станция (тип населённого пункта) в Вологодском районе Вологодской области России. Входит в состав Майского сельского поселения, с точки зрения административно-территориального деления — в Октябрьский сельсовет.

## География
Фактически слилась с деревней Бовыкино.

### Географическое положение
Расстояние до районного центра Вологды по автодороге — 24 км, до центра муниципального образования Майского по прямой — 5 км. Ближайшие населённые пункты — Бовыкино, Овчинкино, Шаньково, Раскопино, Кулеберево, Маурино.

## История
Населённый пункт появился при строительстве железной дороги. В селении жили семьи тех, кто обслуживал железнодорожную инфраструктуру.
С 1 января 2006 года по 8 апреля 2009 года входила в Октябрьское сельское поселение).

## Население
| 2010 |
| ---- |
| 65   |

### Национальный и гендерный состав
По переписи 2002 года население — 33 человека (16 мужчин, 17 женщин). Преобладающая национальность — русские (97 %).

## Инфраструктура
Основа экономики — обслуживание путевого хозяйства железной дороги. Железнодорожная станция Молочная.
Личное подсобное хозяйство. Почтовое отделение, расположенное в посёлке Молочное, обслуживает в Молочной свыше 100 домов.

## Транспорт
Доступна Молочная автомобильным и железнодорожным транспортом.